# 女姑口大桥
女姑口大桥是位于中华人民共和国山东省青岛市胶州湾内的一座跨越女姑口海域的公路特大桥。工程于1995年建成，全长3060米，设双向四车道，是当时全国最长的公路桥。女姑口大桥是 青兰高速起点段的重要组成部分，它的通车使得从红岛到女姑山的距离大大缩短。2005年女姑口大桥进行了首次整修。